# Hesperocorixa atopodonta
Hesperocorixa atopodonta är en insektsart som först beskrevs av Hungerford 1927.  Hesperocorixa atopodonta ingår i släktet Hesperocorixa och familjen buksimmare. Inga underarter finns listade i Catalogue of Life.